# لادا ووندرووا
لادا ووندرووا (چکی: Lada Vondrová؛ زادهٔ ۶ سپتامبر ۱۹۹۹) دونده سرعت زن اهل جمهوری چک است.
وی در مسابقات کشوری و بین‌المللی در مجموع برندهٔ ۳ مدال طلا، ۲ مدال نقره، ۱ مدال برنز شده‌است.